# Bareju
La oración de Bareju (en hebreo: ברכו) forma parte de los servicios religiosos judíos, y funciona como un llamado a la oración judía. Es recitado antes de las bendiciones sobre la oración del Shemá Israel, en los servicios religiosos de Shajarit y Maariv, y durante la lectura de la santa Torá. Algunas congregaciones también lo recitan al final de Shajarit y Maariv, en beneficio de aquellos que llegaron tarde al servicio. La oración consiste en el llamamiento del Jazán que dice: "¡Bendito sea el Santo, Bendito sea!", Y la congregación responde: "Bendito sea el Santo, Bendito por siempre". El Jazán repite la respuesta de la congregación. El Bareju solamente se recita en presencia de un Minyán, un grupo de 10 varones judíos mayores de 13 años.